# Теличенко Іван Васильович
Теличенко Іван Васильович (1 (13) листопада 1864 — після 1905) — історик і правник, дослідник Гетьманщини і Слобожанщини XVIII ст., співробітник «Кіевской старины».

## Життєпис
У 1887 році закінчив екстерном юридичний факультет Харківського університету зі ступенем кандидата прав.
З 1888 р. — кандидат на судові посади при Харківській судовій палаті. Того ж року переїхав у м. Острогожськ (тепер Воронезька область, РФ), де спочатку виконував різні доручення місцевого окружного суду, а потім став помічником присяжного повіреного.
У 1891 р. переїхав до Катеринослава: служив правителем канцелярії.
Від 1899 р. — начальник матеріальної служби на Катеринославській залізниці. Був гласним Катеринославської міської думи, членом Історичного товариства Нестора-літописця у Києві.
І. В. Теличенко — один з перших дослідників історії українського права, автор циклу історико-правових праць. Його «Нарис кодифікації малоросійського права до введення Зводу законів» (1888) став логічним продовженням попередніх досліджень кодифікаційних проектів Гетьманщини, започаткованих О. Ф. Кістяківським. Теличенко уточнив відомості про склад та обставини діяльності кодифікаційної комісії, що впродовж 1728—1743 рр. працювала над створенням кодексу «Прав, за якими судиться малоросійський народ», а також стисло виклав історію припинення дії в Україні традиційного малоросійського права (Статутів Великого князівства Литовського, магдебурзького права тощо).

## Праці
- (рос.)«Очерк кодификации малороссийского права до введення Свода Законов» («КСт.», 1888, 9 — 10);
- (рос.)«Сословные нужды и желания малороссиян в эпоху Екатерининской Комиссии» («КСт.», 1890, 8 — 12; 1891, 1 — 2; і окремо);
- (рос.)«Протест слободской старшины и козаков против реформы 1765 года» («КСт.», 1888, 1 — 3)
- (рос.)«Из истории финансов в Малороссии и Слободской Украине» («КС», 1888, № 3, с. 10–15)

та ін.